# Josef Hannich

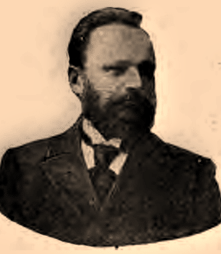
Josef Hannich

Josef Hannich (* 23. Juni 1843 in Rosenthal bei Reichenberg; † 19. August 1934 in Wien) war ein böhmisch-österreichischer Politiker (Sozialdemokratische Partei Österreichs), Tuchmacher, Journalist und Arbeiterdichter. Er war Abgeordneter zum Österreichischen Abgeordnetenhaus.

## Leben
Josef Hannich wurde als Sohn eines Schneidermeisters in Rosenthal bei Reichenberg geboren. Er wurde katholisch getauft und besuchte zunächst eine Volksschule. Er arbeitete von 1872 bis 1882 als Redakteur der Zeitung "Arbeiterfreund" in Reichenberg und war von 1886 bis 1891 Redakteur der Zeitung " Volksfreund" bzw. der "Arbeiterstimme" in Brünn. Danach arbeitete er zwischen 1891 und 1905 als Redakteur des "Nordböhmischen Volksboten" in Steinschönau. Wegen "Geheimbündelei" verbrachte Hannich zwischen 1882 und 1883 drei Monate im Arrest. Er trat 1897 bei der Reichsratswahl im Wahlkreis der "Allgemeinen Wählerklasse" im Gebiet der Stadt Reichenberg an und wurde in das Abgeordnetenhaus gewählt. Sein Mandat konnte er in der Folge auch bei der Reichsratswahl 1901 verteidigen, wobei er in der Folge jedoch sein Mandat im September 1905 zurücklegte. Bei der Reichsratswahl 1907 kandidierte Hannich neuerlich, diesmal im neugeschaffenen Wahlbezirk Böhmen 99, wo er sich in der Stichwahl gegen den Kandidaten der Christlichsozialen Partei durchsetzen konnte. Er blieb in der Folge bis 1911 Mitglied des Abgeordnetenhauses, wobei er bei der Reichsratswahl 1911 wieder im Wahlbezirk Böhmen 99 antrat, diesmal jedoch in der Stichwahl gegen den Herausforderer der Christlichsozialen Partei verlor.

## Publikationen
- Das Interesse als Triebfeder. In: Der Arbeiterfreund. Social-politische Zeitschrift für das arbeitende Volk. Reichenberg vom 13. November 1879.
- Nationalitäten-Hetze. In: Der Arbeiterfreund. Social-politische Zeitschrift für das arbeitende Volk. Reichenberg vom 25. November 1880.
- Gedankendinge. Sammlung humoristischer Gedichte in Reichenberger (nordböhm.) Mundart. Selbstverlag Reichenberg 1884.
- Wo will das hinaus? Eine soziale Studie. Verlag der Redaktion des „Freigeist“, Reichenberg 1895.
- Nachruf an Friedrich Engels. In: Nordböhmischer Volksbote. Organ  für die arbeitende Bevölkerung. Steinschönau Nr. 33 vom 16. August 1895.[1]
- Bauern, merkt auf! Ein Wort zur Belehrung und Aufmunterung für die arbeitende Bevölkerung auf dem Lande und in den Städten. Lißner, Steinschönau 1896.
- Irrwege. Schauspiel in fünf Aufzügen. Zweite verbesserte hochdeutsche Ausgabe. Rauh & Pohle, Leipzig 1905.
- Erinnerungen. Ein Beitrag zu der Geschichte der österreichischen Arbeiterbewegung vom Reichsratsabgeordneten Genossen Josef Hannich. Nordböhmische Volksstimme, Warnsdorf (nach 1907).[2]
- Der Frauen Erwachen. Eine Aufführung in sieben Bildern und mit einem Prologe. Rauh & Pohle, Leipzig 1913. (=Soziale Bühne 31)
- Die Schatzsucher. Reimspiel in einem Aufzug. R. Lipinski, Leipzig 1913 (=Märchenbühne Nr. 2)
- Das Bündnis. Festspiel mit lebendem Bild. 2. Aufl. R. Lipinski, Leipzig 1914. (=Arbeiter-Bühne 17)
- Aus meiner Schublade. Ausgewählte Gedichte. o. O. 1920.